# Deni Avdija
Deni Avdija (en hébreu : דני אבדיה, en serbe en écriture cyrillique : Дени Авдија) né le 3 janvier 2001 à Beit Zera en Israël, est un joueur israélo-serbe de basket-ball évoluant au poste d'ailier.

## Biographie
Deni Avdija est le fils de Zufer Avdija (en), ancien joueur et entraîneur israélo-serbe de basket-ball.

### Carrière en jeunes
En 2013, Deni Avdija rejoint le Maccabi Tel-Aviv après avoir commencé le basket-ball avec les catégories jeunes de Bnei Herzliya. 
En août 2018, il est élu MVP du camp européen Basketball Without Borders (en). Il réédite cela en février 2019 lors d'un camp mondial où figurent plus de 60 joueurs et joueuses du monde entier parmi lesquels  Killian Hayes.

### Débuts professionnels

#### Maccabi Tel-Aviv (2017-2020)
Le 5 novembre 2017, il signe un contrat de 6 ans avec le Maccabi Tel-Aviv.
Le 19 novembre 2017, il fait ses débuts professionnels avec le Maccabi Tel-Aviv. Il joue 3 minutes en championnat israëlien contre l'Ironi Nes Ziona B.C. (en). A l'âge de 16 ans et 320 jours, il devient le plus jeune joueur de l'histoire du Maccabi Tel-Aviv à avoir évolué en professionnel.
Le 22 novembre 2018, il fait ses débuts en EuroLeague lors d'une défaite contre le Fenerbahçe SK.
Le 1er février 2020, il est élu joueur du mois de janvier du championnat israëlien. Le même jour, il établit son record de points en carrière avec 26 unités et 6 rebonds lors d'une défaite contre l'Hapoël Eilat.
Le 16 avril 2020, Avdija se présente officiellement à la draft 2020 pour laquelle il est attendu parmi les dix premiers choix.
En juillet 2020, le Maccabi Tel-Aviv remporte le championnat d'Israël et Avdija est élu MVP de la compétition. Il devient le plus jeune joueur à remporter le titre de MVP. Avdija est aussi joueur israélien de l'année,.

#### Wizards de Washington (2020-2024)
Il est sélectionné en 9e position par les Wizards de Washington lors de la draft NBA.
Le 23 octobre 2023, il signe une extension de contrat de 55 millions de dollars sur quatre ans avec les Wizards.

#### Trail Blazers de Portland (depuis 2024)
En juin 2024, il est transféré vers les Trail Blazers de Portland en échange de Malcolm Brogdon et plusieurs choix de draft.

### En sélection

#### Équipes jeunes

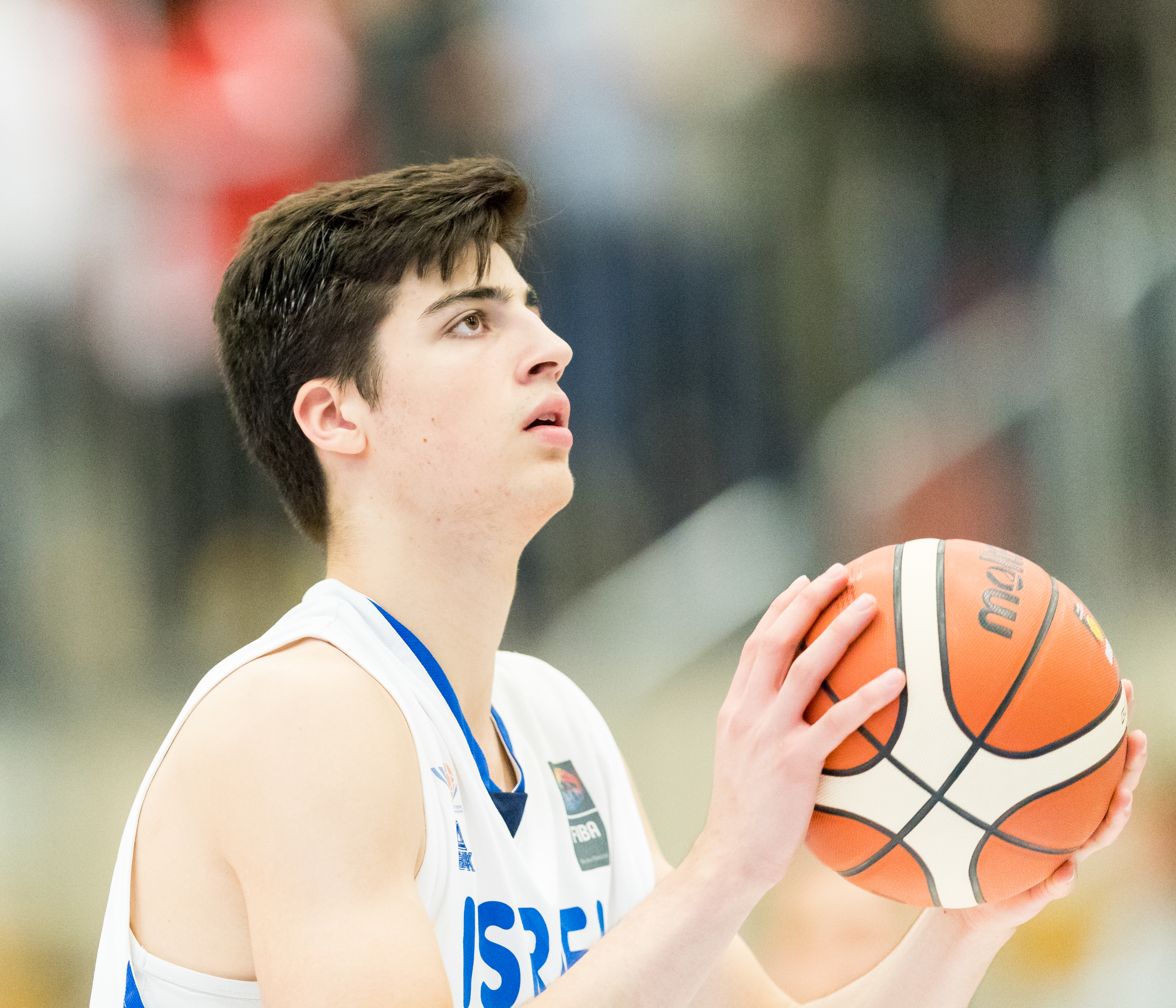
Deni Avdija en avril 2018.

En 2017, il participe au Championnat d'Europe U16 masculin. Deni Avdija finit meilleur rebondeur (12,6) et passeur (5,3) de la compétition en plus de ses 15,3 points de moyenne qui lui permettent de mener sa sélection à la 11e place.
En avril 2018, à l'âge de 17 ans, il participe au Championnat d'Europe U20 masculin et contribue à la médaille d'or de sa sélection en compagnie de son compatriote Yovel Zoosman.
En juillet 2019, il gagne à nouveau le Championnat d'Europe U20 masculin. Il est élu MVP et termine l'événement avec des moyennes de 18,4 points, 8,3 rebonds, 5,3 passes, 2,4 contres et 2,1 interceptions alors qu'il est le deuxième plus jeune joueur de la compétition.

#### Équipe senior
Le 21 février 2019, il connait sa première sélection avec Israël lors d'une rencontre contre l'Allemagne.
Le 24 février 2020, il inscrit 21 points et prend 8 rebonds contre la Roumanie lors d'un match de qualification au Championnat d'Europe 2021.

## Palmarès

### Palmarès en club

#### Maccabi Tel-Aviv
- Champion d'Israël en 2018, 2019 et 2020.
- Vainqueur de la coupe de la ligue d'Israël (en) en 2017.

### Palmarès en sélection nationale
- Champion d'Europe U20 en 2018 en Allemagne.
- Champion d'Europe U20 en 2019 en Israël.

### Distinctions personnelles
- MVP du championnat israélien 2020.
- Joueur israélien de l'année 2020.
- MVP du Championnat d'Europe U20 en 2019.
- Joueur du mois de janvier 2020 du championnat d'Israël.

## Statistiques

### Europe
Les statistiques de Deni Avdija en EuroLigue sont les suivantes :
| Saison    | Équipe           | Matchs | Titul. | Min./m | % Tir | % 3pts | % LF  | Rbds/m. | Pass/m. | Int/m. | Ctr/m. | Pts/m. |
| --------- | ---------------- | ------ | ------ | ------ | ----- | ------ | ----- | ------- | ------- | ------ | ------ | ------ |
| 2018-2019 | Maccabi Tel-Aviv | 8      | 0      | 6,4    | 44,4  | 50,0   | 100,0 | 1,50    | 0,30    | 0,10   | 0,00   | 3,90   |
| 2019-2020 | Maccabi Tel-Aviv | 26     | 5      | 14,3   | 43,6  | 27,7   | 55,6  | 2,60    | 1,20    | 0,40   | 0,20   | 4,00   |
| Carrière  | Carrière         | 34     | 5      | 12,4   | 43,8  | 31,6   | 60,0  | 2,40    | 0,90    | 0,30   | 0,20   | 4,00   |

### NBA

#### Saison régulière
| Saison    | Équipe     | Matchs | Titul. | Min./m | % Tir | % 3pts | % LF | Rbds/m. | Pass/m. | Int/m. | Ctr/m. | Pts/m. |
| --------- | ---------- | ------ | ------ | ------ | ----- | ------ | ---- | ------- | ------- | ------ | ------ | ------ |
| 2020-2021 | Washington | 54     | 32     | 23,3   | 41,7  | 31,5   | 64,4 | 4,85    | 1,17    | 0,59   | 0,28   | 6,33   |
| 2021-2022 | Washington | 82     | 8      | 24,2   | 43,2  | 31,7   | 75,7 | 5,18    | 2,04    | 0,72   | 0,54   | 8,35   |
| 2022-2023 | Washington | 76     | 40     | 26,6   | 43,7  | 29,7   | 73,9 | 6,40    | 2,80    | 0,90   | 0,40   | 9,20   |
| 2023-2024 | Washington | 75     | 75     | 30,1   | 50,6  | 37,4   | 74,0 | 7,20    | 3,80    | 0,80   | 0,50   | 14,70  |
| 2024-2025 | Portland   | 72     | 54     | 30,0   | 47,6  | 36,5   | 78,0 | 7,30    | 3,90    | 1,00   | 0,50   | 16,90  |
| Carrière  | Carrière   | 359    | 209    | 27,0   | 46,2  | 33,7   | 75,3 | 6,20    | 2,80    | 0,80   | 0,40   | 11,30  |